# 北澤豪
北澤豪（1968年8月10日—），已退役日本足球運動員，前日本國家足球隊成員，現任日本足球協會理事。

## 俱樂部生涯
中学时代效力于读卖足球队的青年队。从修徳高校毕业后进入本田技研工业株式会社，1990年赛季就以10个进球成为日本联赛射手王，1991年加盟读卖足球队，为1993-1994年联赛冠军做出贡献。在日职联赛参加265场比赛，41个进球。
北泽豪自日职联赛开幕以来就在球队有出色表现，但主教练罗里要启用青年球员，所以去年一直没有给北泽豪上场机会，球队方面曾要求北泽豪担任教练职务。

## 國家隊生涯
北泽豪1991年首次代表日本国家足球队参加比赛。1998年世界杯预选赛表现出色，帮助日本队历史第一次打入世界杯决赛圈，但在世界杯开始前和三浦知良一起落选。参加国家队59场比赛，有3个进球。

## 外部連結
- National Football Teams（页面存档备份，存于）
- Japan National Football Team Database
- 北澤豪 – FIFA國際賽競賽紀錄 (存檔)
- 北澤豪在 National-Football-Teams.com 上的出场纪录
- Tsuyoshi Kitazawa（页面存档备份，存于） at Japan National Football Team Database
- 日本職業足球聯賽中的北澤豪 （日語）